# Monument naturel de la grotte de Prométhée
Pour les articles homonymes, voir Prométhée (homonymie).
Le monument naturel de la grotte Prométhée (en géorgien: პრომეთეს მღვიმე) également connu sous le nom de grotte Kumistavi (en géorgien: ყუმისთავის მღვიმე) et de grotte Tsqaltubo (en géorgien: ღლიანის მღვიმე) est une grotte karstique (en) située dans la municipalité de Tskhaltoubo dans la région d'Iméréthie en Géorgie.

## Description
La grotte Prométhée s'est formée dans le massif karstique de Sataphlia-Tskaltubo. La longueur totale de la grotte est d'environ 11 km, dont 1060 mètres sont ouverts aux visiteurs. La grotte compte au total 22 salles, dont six sont actuellement ouvertes aux touristes.

## Faune
Les espèces habitant la grotte comprennent: Trachysphaera, Folsomides, Pseudachorutes, Inotrechus, Laemostenus, Bergrothia, Ceratophysella, Hypogastrura, Pseudacherontides, Sphaeridia, Folsomia, Plutomurus, Proisotoma, Campodea, Cochlicopa, Vitrinoxychilus, Physella, Codiella, Graptoppia, Oribella, Macrocheles et Xiphocaridinella.

## Historique
La grotte a été découverte et étudiée par une équipe de spéléologues géorgiens composée de Jumber Jishkariani, Tamaz Kobulachvili, Amiran Jamrichvili, Vakhtang Kapanadze et Kote Nizharadze, au début des années 1980. Il fait partie d'un grand système de grottes, reliées par une rivière souterraine. Actuellement, environ trente kilomètres de la rivière ont été étudiés, soit environ la moitié de la longueur de l'ensemble du système de grottes. En 1985, la conversion de la grotte en une destination touristique touristique a commencé. En 1989, un chemin piétonnier a été aménagé dans la grotte sur environ un kilomètre, des escaliers et des chemins ont été construits, un tunnel de 150 mètres a été percé à la sortie, et la construction des bâtiments a commencé. La grotte était équipée d'un éclairage temporaire et de petits groupes de touristes ont commencé à la visiter.
En 1990, en raison de l'effondrement de l'Union soviétique et d'un manque de fonds, le projet est clos. Pendant plusieurs années, un habitant local protège la grotte des vandales, comme en témoigne une statue de lui et de son chien à l'entrée de la grotte.
En 2007, 17 ans après la clôture du projet, les autorités géorgiennes sont revenues sur l'idée de la reconversion de la grotte en une destination touristique. Le président géorgien Mikheil Saakachvili, qui a visité la grotte en 2010, a donné une impulsion à la transformation de la grotte en un lieu touristique et a suggéré un nouveau nom, Cave de Prométhée, puisque le légendaire personnage antique Prométhée était enchaîné aux montagnes à peu près dans cette zone. (La légende locale dit que Prométhée était enchaîné sur les falaises de Khvamli et perpétuellement torturé par un corbeau). En un an, la grotte a été réaménagée et rouverte aux visiteurs le 26 mai 2011.